# جورو، بارايبا
جورو، بارايبا بلدية في ولاية بارايبا في المنطقة الشمالية الشرقية من البرازيل.